# Sacri Cuori di Gesù e Maria a Tor Fiorenza (titre cardinalice)
Le titre cardinalice de Sacri Cuori di Gesù e Maria a Tor Fiorenza (Sacrés-Cœurs de Jésus et Marie) est érigé par le pape François le 14 février 2015. Il est attaché à l'église homonyme située dans le quartier de Trieste, au nord de Rome.

## Titulaires
| - Edoardo Menichelli depuis 2015 |